# گالا تپه
گالا تپه مربوط به سده‌های اولیه - میانه و متاخر دوران‌های تاریخی پس از اسلام است و در شهرستان کبودرآهنگ، بخش مرکزی، دهستان راهب، ۲ کیلومتری جنوب روستای قباق تپه واقع شده و این اثر در تاریخ ۳۰ بهمن ۱۳۸۶ با شمارهٔ ثبت ۲۱۱۹۵ به‌عنوان یکی از آثار ملی ایران به ثبت رسیده است.